# CR-Baureihe HXD1D
Die HXD1D ist eine Elektrolokomotive für den schnellen Personenverkehr der China Railways. HX ist die Abkürzung für Harmonie (chinesisch: hé xié), D steht für elektrisch (diàn), 1 steht für Lokomotiven, die von der Lokomotivfabrik Zhuzhou gebaut werden, und D steht für die fortlaufende Bezeichnung der einzelnen Baureihen.

## Technische Merkmale
Die Lokomotive verfügt über einen Einzelachsantrieb mittels Asynchronmotoren, die von drei wassergekühlten IGBT-Stromrichtern versorgt werden.
Die HXD1D ist in der Lage, einen Zug von 20 Waggons (3000 Passagiere) in 5 Minuten auf 160 km/h zu beschleunigen.
Die Anfahrzugkraft beträgt 420 kN und die Dauerzugkraft 324 kN.

## Galerie

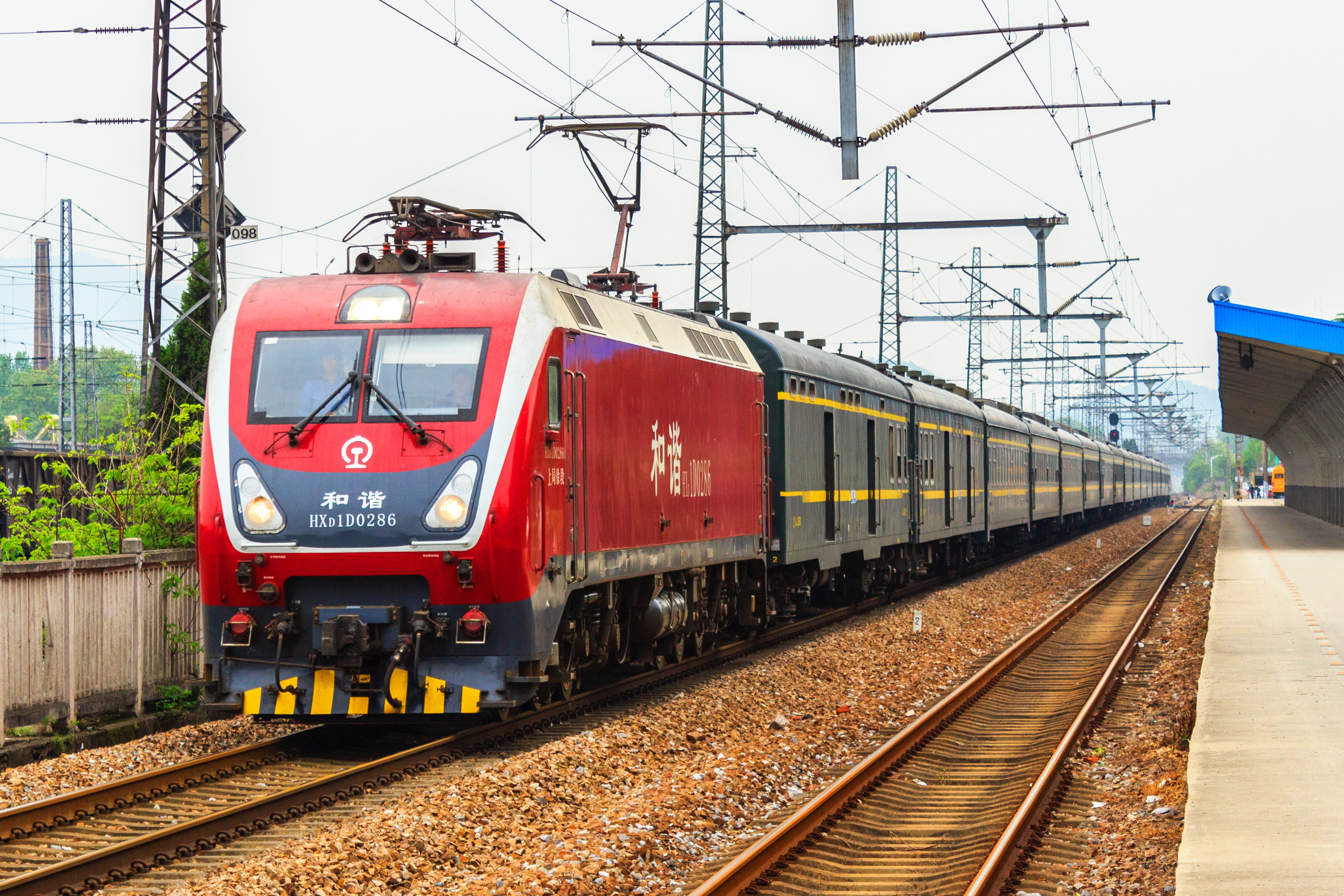
HXD1D im Bahnhof Nanjing-Ost
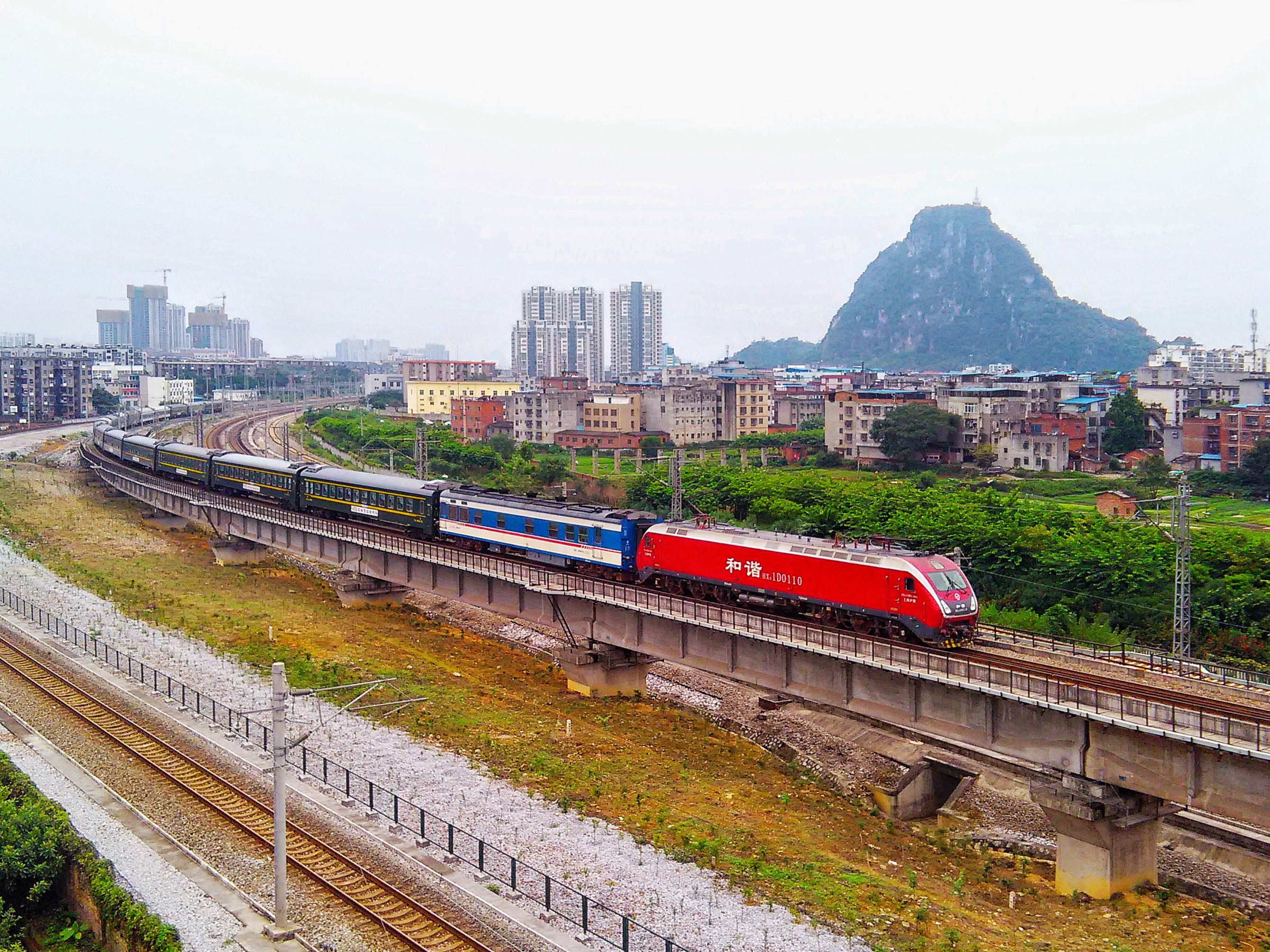
HXD1D in Liuzhou
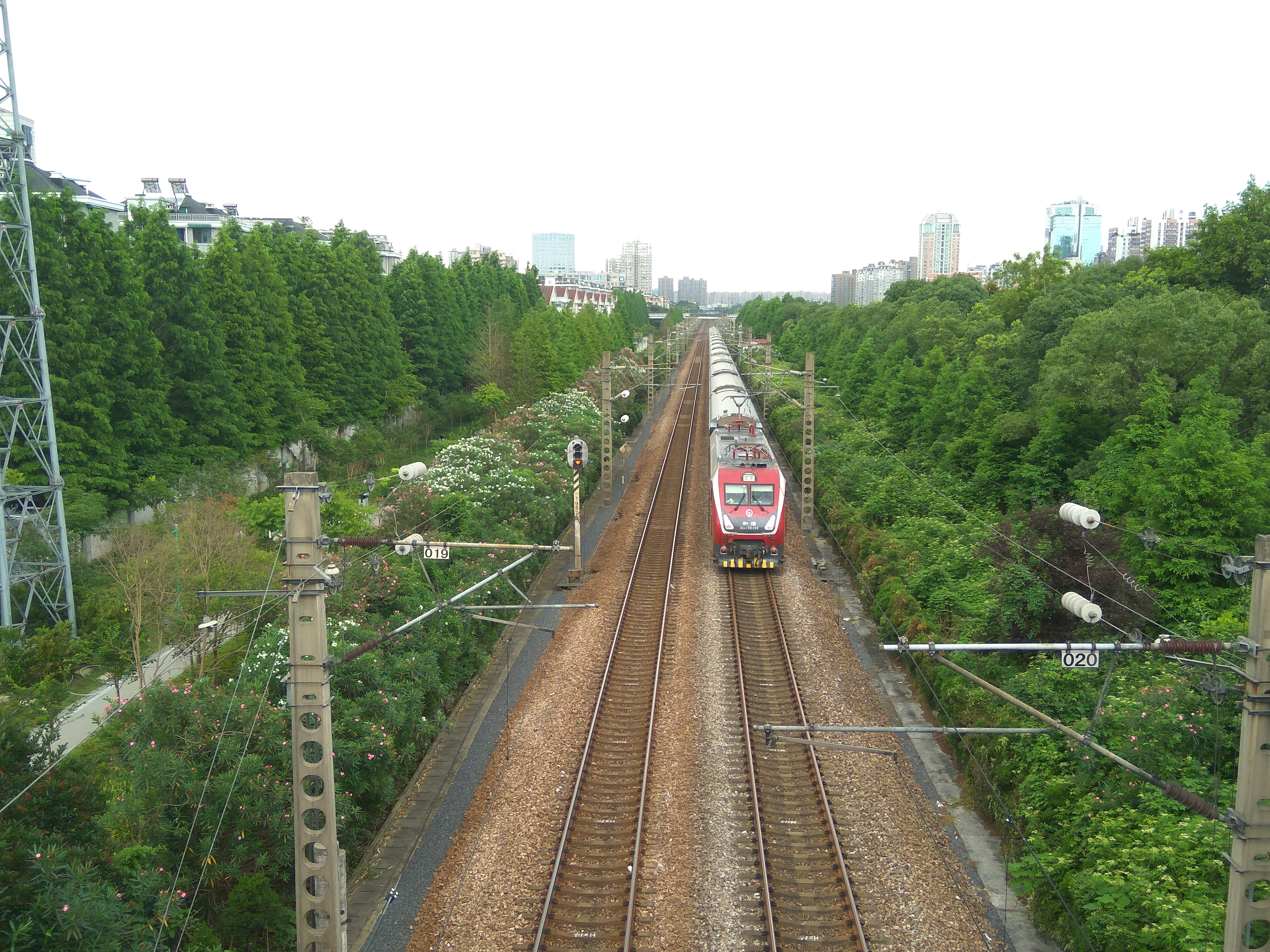
HXD1D verlässt Hangzhou
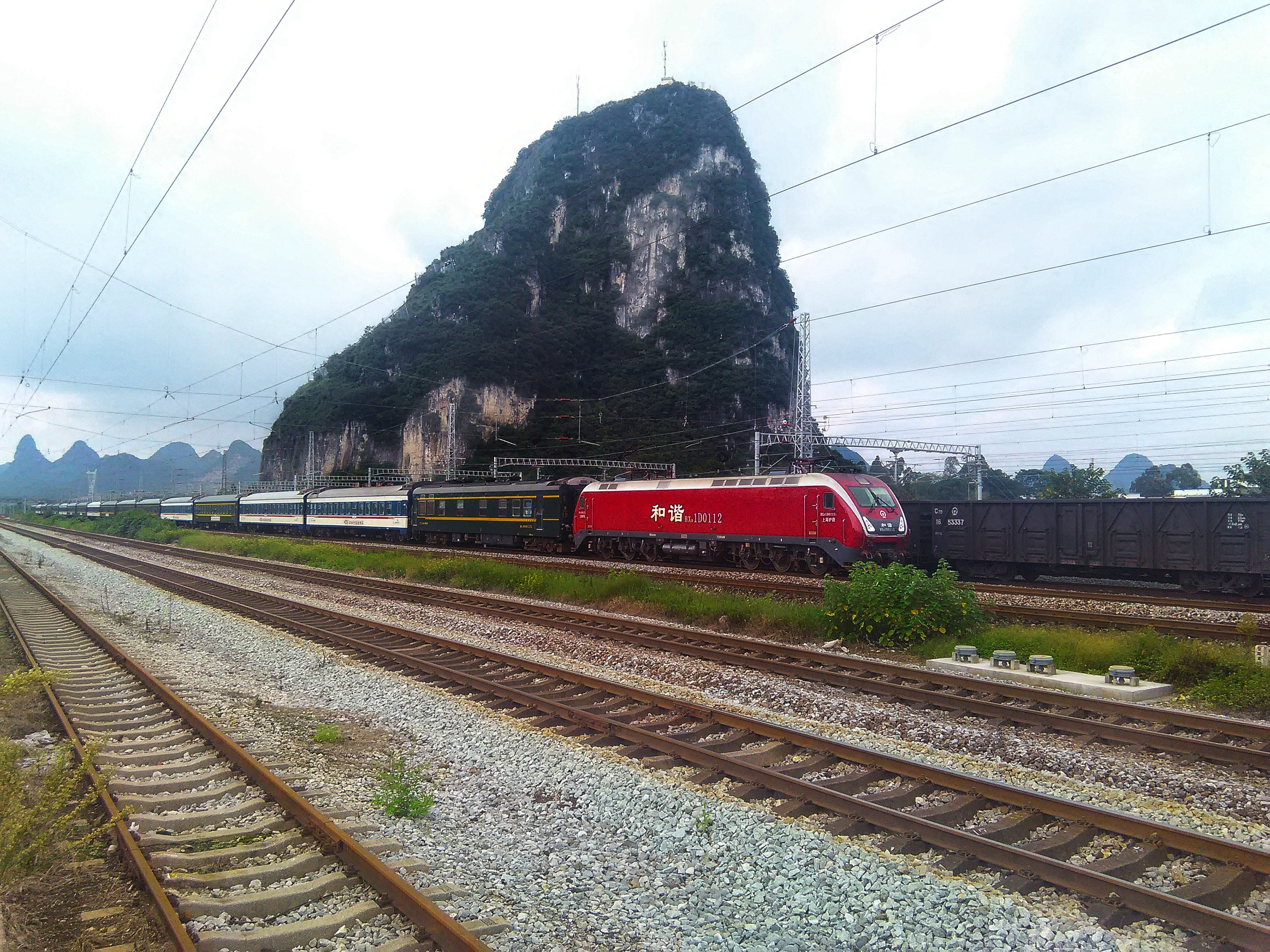
HXD1D vor T382-Wagen